# Segel-Club Ahoi
Der Segel-Club Ahoi e. V. (SCA) ist ein Segelverein am Wannsee in Berlin. Seine etwa 150 Mitglieder betreiben den Segelsport mit ihren ca. 75 Segelbooten.

## Geschichte
Der SCA wurde am 13. April 1892 in Berlin gegründet; die Bezeichnung ahoi war zu dieser Zeit populär. Anfangs hatte der Verein 33 Mitglieder mit 11 Yachten. Erster Vorsitzender war Paul Schönwald. 1898 wurde ein Grundstück in Wendenschloß an der Dahme gekauft und ein Jahr später am 14. Mai 1899 wurde das neue Clubhaus in Wendenschloß eingeweiht. Gegenüber lag bereits die bis heute genutzte Ruder-Regatta-Strecke Grünau.
Nach dem Zweiten Weltkrieg wurde das Clubhaus in Wendenschloß beschlagnahmt und unter anderem als Kino für die Kinder der sowjetischen Soldaten genutzt. Am 1. Januar 1951 erfolgte die Enteignung des Clubgrundstücks. Das Grundstück in Wendenschloß beheimatet heute den Yachtclub Wendenschloß e.V.
Im Jahr der Enteignung fand die Mitgliederversammlung am 25. April 1951 in Berlin-Schöneberg statt, auf der Hans-Dietrich Pontow zum Vorsitzenden gewählt wurde. Unter seiner Führung wurde eine neue Heimat im Westteil der Stadt angestrebt. Die Seglervereinigung 1903 (SV03) nahm den SCA bis 1961 auf, bis 1972 beherbergte der Yacht-Club Müggelsee den SCA. 1971 wurde das jetzige Grundstück Am Großen Wannsee 50 in Berlin-Wannsee übernommen, auf dem das neue Clubhaus gebaut wurde. Am 10. September 1977 war die Einweihung des neuen Clubhauses. Im Jahr 2009 wurde ein Erweiterungsbau fertiggestellt, mit dem der gewachsenen Bedeutung des Jollen-Segelns im SCA Rechnung getragen wurde.
1992 feierte der SCA sein 100-jähriges Jubiläum und richtete unter anderem die Deutsche Meisterschaft der Nordischen Folkeboote aus. 2012 feierte der SCA sein 120-jähriges Bestehen.

## Sportliches
1982 belegen Andreas und Petra Kabisch vom SC Ahoi bei der 420er WM in Australien den 24. Platz von 42 Teilnehmern. 2010 wurde Chiara Steinmüller Vize-Jugendeuropameisterin und belegte den 4. Platz bei der Jugendweltmeisterschaft im Laser Radial. 2010 und 2011 erwarb sie den Titel der Deutschen Jugendmeisterin.
Der SCA richtet jährlich zwei Traditionsregatten aus, den „Sommer Cup Ahoi“ (ehem. „Georg-Hoffmann-Erinnerungspreis“) im Sommer und die Rolling-Home im Spätherbst, die den Club über die Grenzen Berlins hinaus bekannt gemacht hat.
Der SCA ist Berliner Stützpunkt der Korsar-Flotte und einer der Stützpunkte der Berliner Folkeboot-Flotte.

## Revier
Der Heimathafen des SCA ist am Westufer des Großen Wannsee. Das Segelrevier ohne Brücken erstreckt sich auf der Unteren Havel-Wasserstraße vom Stößensee bei Pichelsdorf über die seenartigen Verbreiterungen der Havel am Grunewald, vorbei an Schwanenwerder, dem Großen Wannsee, die Havelarme beidseitig der Pfaueninsel, dem Jungfernsee bis zur Glienicker Brücke und weiter bis zum Lehnitzsee und Krampnitzsee in Potsdam. Die Länge des Reviers ohne Brücken auf den Havelgewässern beträgt etwa 20 Kilometer.

## Jugend und Ausbildung
Die Jugendabteilung des SCA verfügt über mehrere Clubboote, vor allem Optimisten, aber auch eine 420er-Jolle und mehrere Laser-Jollen. Es wird Training für Anfänger und Fortgeschrittene angeboten.